# Ungarische Badmintonmeisterschaft 1983
Die Ungarische Badmintonmeisterschaft 1983 fand vom 14. bis zum 15. Mai 1983 in Budapest statt.

## Die Sieger und Platzierten
| Disziplin    | Gold                         | Silber                           | Bronze                          |
| ------------ | ---------------------------- | -------------------------------- | ------------------------------- |
| Herreneinzel | György Vörös                 | István Englert                   | Ferenc Rolek                    |
| Herreneinzel | György Vörös                 | István Englert                   | Gábor Petrovits                 |
| Dameneinzel  | Erzsébet Németh              |                                  |                                 |
| Herrendoppel | György Vörös Gábor Petrovits | Csaba Kiss József Bozsó          | Ferenc Rolek Tibor Pinke        |
| Herrendoppel | György Vörös Gábor Petrovits | Csaba Kiss József Bozsó          | Béla Jankovich László Rakonczai |
| Damendoppel  | Ildikó Vígh Judit Fejes      | Andrea Papp Eva Papp             | Gizella Fábián Andrea Gönczi    |
| Damendoppel  | Ildikó Vígh Judit Fejes      | Andrea Papp Eva Papp             | Erzsébet Németh Zsuzsa Kovács   |
| Mixed        | György Vörös Ildikó Vígh     | István Englert Márta Dovalovszki | Csaba Kiss Zsuzsa Kovács        |
| Mixed        | György Vörös Ildikó Vígh     | István Englert Márta Dovalovszki | Gábor Petrovits Márta Petrovits |